# アウトバーン 45
アウトバーン 45（ドイツ語: Bundesautobahn 45, BAB 45 または A 45）、通称ザウアーラント線（Sauerlandlinie）はドイツの高速道路、アウトバーンの一路線である。
北のノルトライン＝ヴェストファーレン州ドルトムントから南のヘッセン州マインハウゼンまで257 kmの路線を持つ主要道路である。